# St. Laurentius und Stephanus (Ebering)
St. Laurentius und Stephanus in Ebering ist eine römisch-katholische Filialkirche in der Gemeinde Steinkirchen (Oberbayern). Die Kirche gehört zu den geschützten Baudenkmälern in Bayern.

## Geschichte
Die Kirche ist ein spätromanisch-frühgotischer Backsteinbau mit eingezogenem Chor, entstanden um 1300. Das Chorgewölbe ist spätgotisch. Es gab eine barocke Umbauphase im 17. Jahrhundert, der Dachreiter ist von 1739. Die baufällige Kirche ist seit 2016 umfassend saniert worden, dabei konnte auch ein Großteil der historischen Innenausstattung und die jahrhundertealte Empore gerettet werden.